# 天神大橋 (長良川)

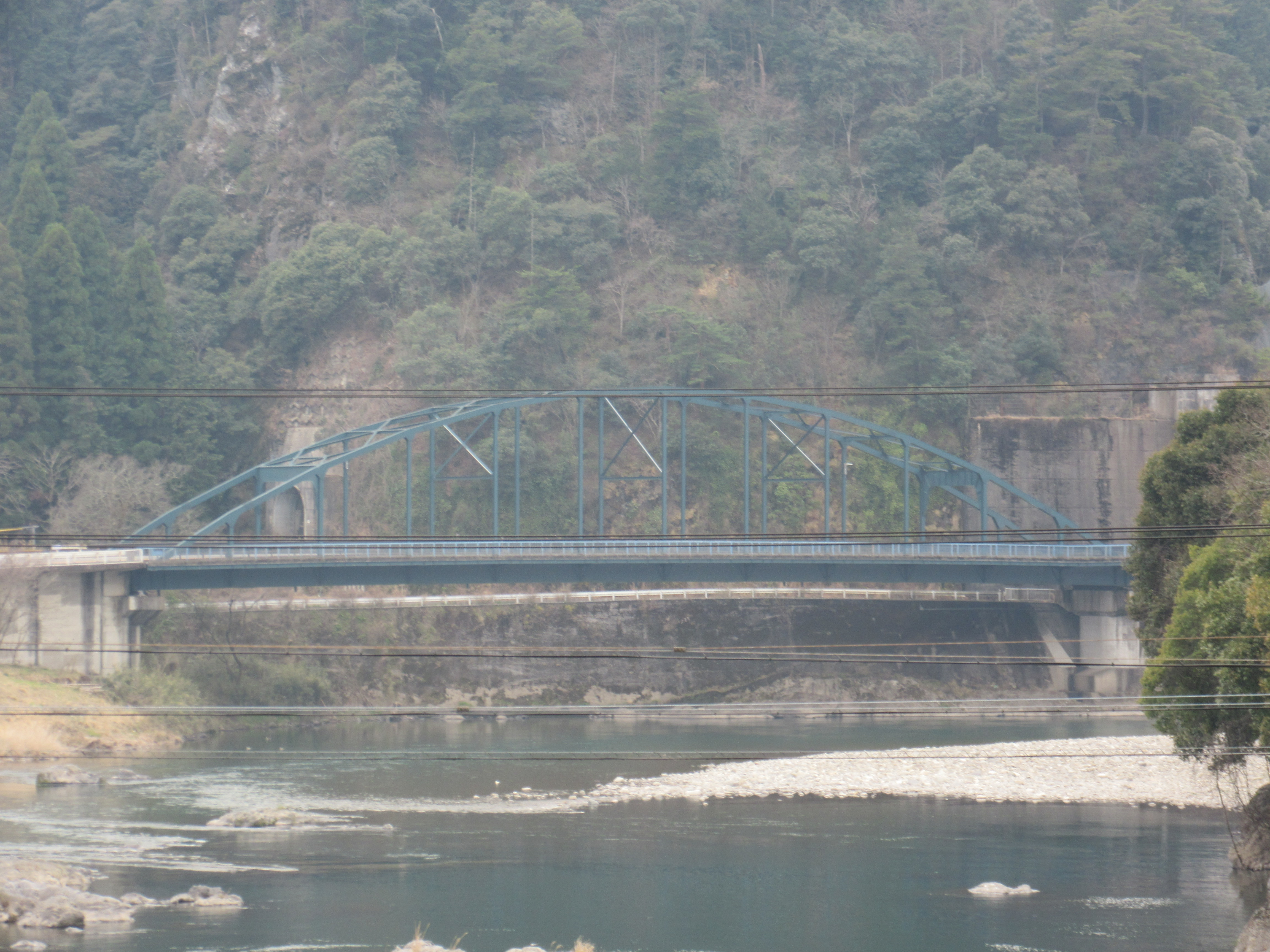
天神大橋（美濃市）

天神大橋（てんじんおおはし）は、岐阜県美濃市の長良川にかかる国道156号の橋である。長良川の両岸に跨って架かる橋ではなく、長良川の左岸に迫る崖を避けるために架けられた橋である。
かつての国道156号は崖にそって通っていたが、崖により道路幅拡張が困難であることや崩落から回避するために、天神大橋が架橋された。

## 概要
- 供用開始：1978年（昭和53年）
- 橋長：126.2m
- 幅員：6.0m
- 橋梁形式：下路ランガー
- 所在地：岐阜県美濃市曽代

橋の名称は天神大橋であるが、橋の銘板は「曽代大橋」である。